# Гамід Арасли
Гамід Мамедтагі огли Арасли (азерб. Həmid Hacı Məmmədtağı oğlu Araslı; 23 лютого 1909, Єлизаветполь, Кавказьке намісництво, Російська імперія — 20 листопада 1983, Баку, Азербайджанська РСР, СРСР) — радянський азербайджанський літературознавець, доктор філологічних наук (1954), академік АН Азербайджанської РСР (1968).

## Життєпис
Гамід Арасли народився 23 лютого 1909 року в місті Єлизаветполь (Гянджа) в сім'ї представника духовенства. Закінчивши Гімназію вчителів у рідному місті, вступив до Азербайджанського педагогічного інституту. Після закінчення інституту вступив на роботу до Академії наук Азербайджанської РСР. У 1960—1968 роках — завідувач відділу в Інституті літератури та мови АН Азербайджанської РСР, директор музею азербайджанської літератури імені Нізамі. Від 1970 року працював директором Інституту народів Близького та Середнього Сходу АН Азербайджанської РСР. Заслужений діяч науки Азербайджану та Узбекистану, дійсний член Організації тюркської мови (Туреччина, 1957), почесний член Іракської академії наук (1972), член Йорданського королівського товариства.

Автор дослідницьких робіт про Насімі, Кішвері, Амані, Саїба Тебризі, Ковсі Тебризі, Махджура Ширвані, Вагіфа, Відаді. Зробив значний внесок у вивчення спадщини Нізамі та Фізулі. Підготував повне зібрання творів Фізулі (томи 1—5, 1958). Досліджував азербайджанський фольклор, творчість ашугів, дастани «Китабі Деде Коркут» та «Керогли». Один із основних авторів двотомника «Коротка історія азербайджанської літератури» (1943—1944), тритомного видання «Історія азербайджанської літератури» (1957—1960). Автор праць, присвячених зв'язкам азербайджанської літератури з перською, турецькою, узбецькою та туркменською.

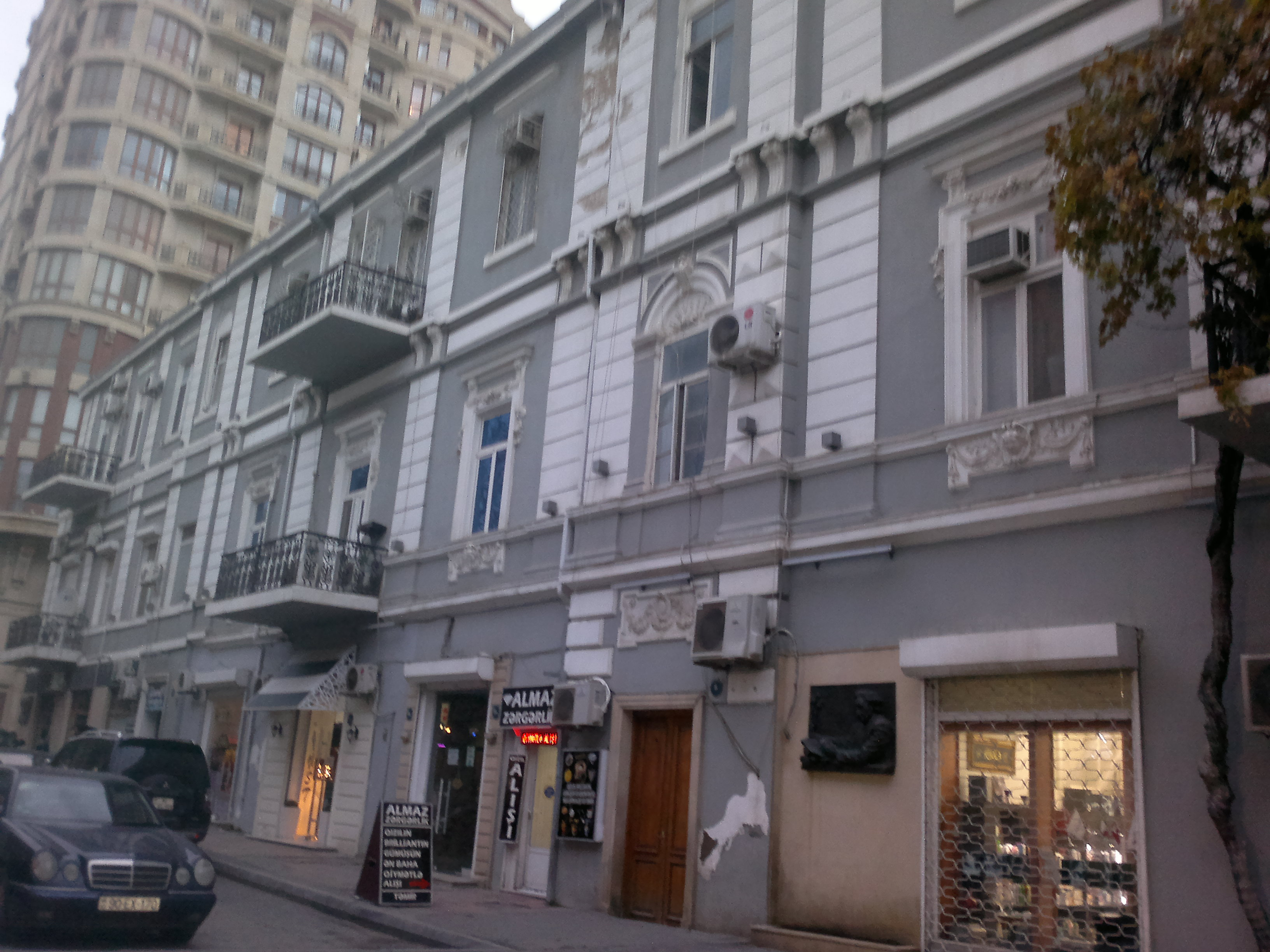
Будинок у Баку, в якому проживав Арасли
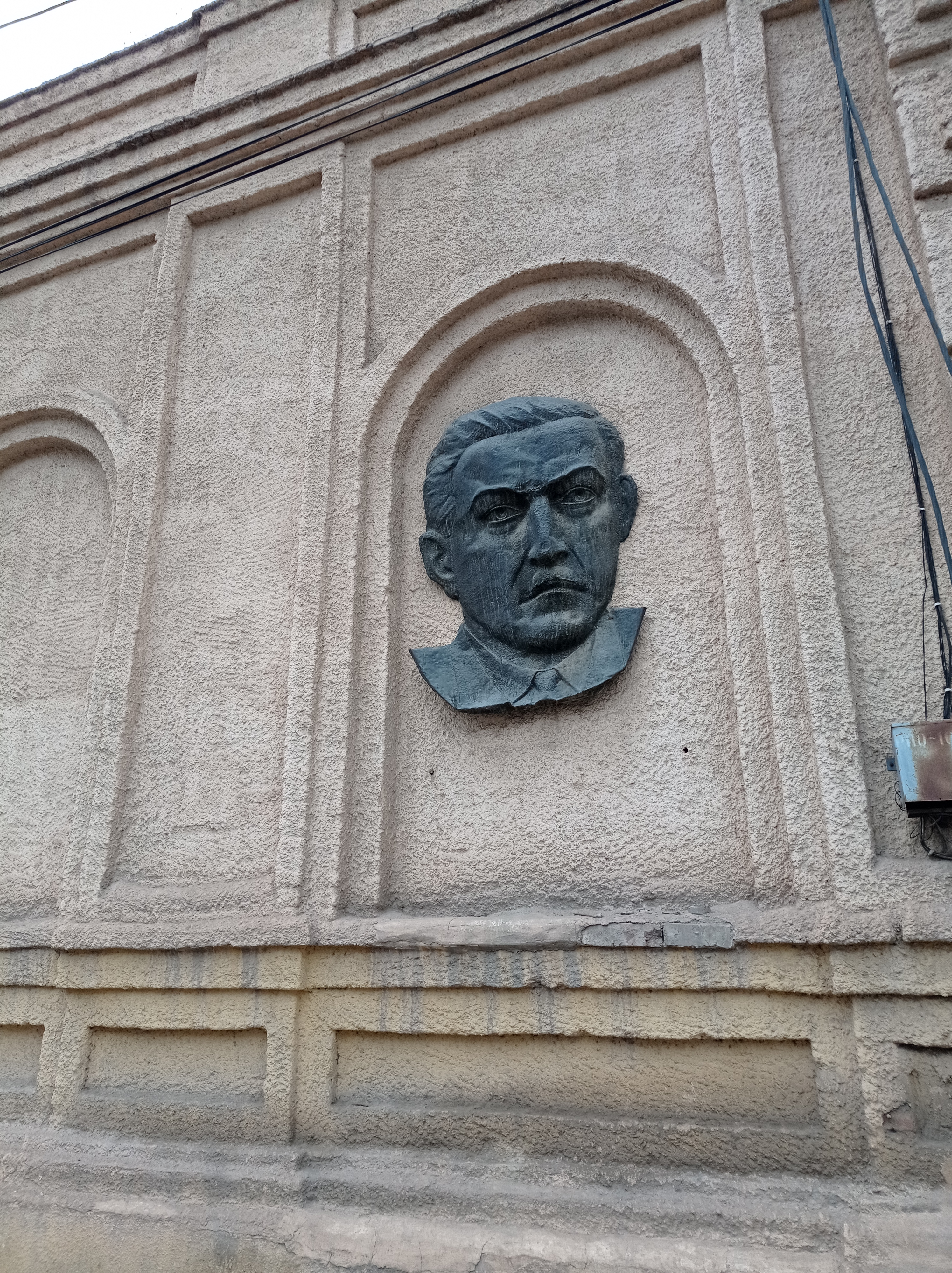
Пам'ятна дошка на вулиці імені Гаміда Арасли в місті Гянджа